# ليدي بلامفيلد

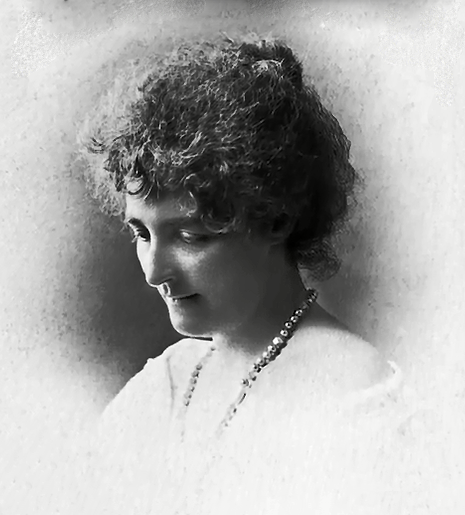
ليدي بلامفيلد

سارة لويزا بلامفيلد (1859م – 1939م) أصبحت عضوًا متميزًا في الديانة البهائية في الجزر البريطانية، وداعمةً لحقوق الأطفال والنساء. أصبحت تُلقّب بالسيدة بلامفيلد بعد أن حصل زوجها على لقب "فارس أمر الله" في عام 1889م.

## نشأتها
ولدت سارة لويزا بلامفيلد في أيرلندا وأمضت معظم حياتها في لندن وبرودواي، ورسيستيرشاير. كانت متزوجةً من المهندس المعماري الشهير في العصر الفيكتوري آرثر بلامفيلد، ابن تشارلز جيمس بلومفيلد، أسقف لندن. كانت لايدي بلامفيلد كاتبةً بارعةً وإنسانيةً، وقد ساعدت في تأسيس صندوق إنقاذ الطفولة وكانت مؤيدةً لاعتماد إعلان جنيف لحقوق الطفل من قِبل عصبة الأمم.
انضمت ليدي بلامفيلد إلى الديانة البهائية في عام 1907م، وسرعان ما أصبحت إحدى المؤيدات والمؤرخات البارزات للدين البهائي. أثناء زيارة عبد البهاء إلى باريس، قامت بتدوين ملاحظاتٍ غزيرةٍ عن اجتماعاته العامة والتي استخدمت في إعداد المجلد المسمى "محادثات/ خطب باريس". تكريمًا لها، منحها عبد البهاء اسم "ستارة خانم" (باللغة الفارسية، "ستارة" تعني "نجمة"، و"خانم" تعني "سيدة"). بعد وفاة عبد البهاء عام 1921م، رافقت ليدي بلامفيلد شوقي أفندي في رحلته من بريطانيا إلى حيفا. أثناء وجودها في حيفا، أجرت مقابلاتٍ مع أفرادٍ من عائلة بهاءالله. تلك الذكريات المسجّلة، بالإضافة إلى روايتها للأيام التي استضافت فيها عبد البهاء في لندن، تشكّل محتويات كتابها "The Chosen Highway".

## أعمالها
- Blomfield، Lady (1967) [1940]. The Chosen Highway. London, UK: Baháʼí Publishing Trust. مؤرشف من الأصل في 2024-02-08.
- The Passing of ʻAbdu'l-Bahá, coauthored with Shoghi Effendi.
- Blomfield's copious notes are the basis of much of Paris Talks.[7]

## روابط خارجية
- أعمال ليدي بلامفيلد في ليبري فوكس